# إد دورن
إد دورن (بالإنجليزية: Ed Dorn)‏ هو شاعر أمريكي، ولد في 1929، وتوفي في 1999 بسبب سرطان البنكرياس.

## وصلات خارجية
- إد دورن على موقع الموسوعة البريطانية (الإنجليزية)
- إد دورن على موقع ديسكوغز (الإنجليزية)